# Peter Essex-Lopresti
Peter Gordon Lawrence Essex-Lopresti (Londres, 7 abril del 1915 - 13 de juny del 1951) fou un reconegut cirurgià ortopèdic militar, conegut actualment per la lesió de l'avantbraç que porta el seu nom (lesió d'Essex-Lopestri).
Després d'acabar els seus estudis elementals a l'Hospital de Londres, va començar la seva formació al camp de l'anestesiologia, tot i que cap al 1940 va reorientar la seva formació cap al camp de la Cirurgia Ortopèdica i Traumatologia, on destacaria per les seves publicacions. El 1943 s'allistà a l'exèrcit britànic, a la divisió aèria de la Royal Army Medical Corps, entitat amb la qual va participar en la II Guerra Mundial.
Fou reconegut per la seva descripció i recopilació lesions en paracaigudistes militars després d'estudiar prop de 20000 salts, i se'l reconeix pels seus estudis en ferides de guerra. Participà en l'establiment d'hospitals de camp en territori francès durant el Dia 'D' i en altres importants operacions aèries de les forces aliades (Operació Varsity).
Posteriorment, el 1947 fou nomenat metge adjunt de l'Hospital Militar de Birmingham (Anglaterra), des d'on va descriure una lesió de l'avantbraç que, anys més tard, acabaria prenent el seu nom. Morí als 35 anys, al patir un infart de miocardi, el mateix any que fou guardonat amb la Càtedra de Hunter.
La lesió d'Essex-Lopestri consisteix en una fractura de cap del radi (colze), amb una luxació de l'articulació radiocubital distal (canell), per afectació de la membrana interòssia (avantbraç).